# Brahmāstra: Part One – Shiva
Brahmāstra: Part One – Shiva (pronunciado [bɾəɦmaːstrə]) é um filme de ação e aventura de fantasia indiano em hindi de 2022, escrito e dirigido por Ayan Mukerji. É produzido por Karan Johar, Apoorva Mehta, Namit Malhotra e Mukerji (em sua produção de estreia) - sob as produtoras Dharma Productions, Starlight Pictures e Prime Focus em associação com Star Studios, junto com Ranbir Kapoor e Marijke DeSouza. O filme serve como a primeira parte de uma trilogia planejada, que é planejada para fazer parte de um universo cinematográfico intitulado Astraverso. É estrelado por Amitabh Bachchan, Ranbir Kapoor, Alia Bhatt, Nagarjuna Akkineni e Mouni Roy com Shah Rukh Khan e Deepika Padukone fazendo aparições no filme. Inspirado em histórias da mitologia hindu, o filme acompanha Shiva, um órfão com poderes pirocinéticos que descobre ser um astra, uma arma de enorme energia. Ele tenta impedir que o mais forte dos astras, o Brahmāstra, caia nas mãos de forças das trevas que compartilham uma história com ele.
A produção do filme levou 8 anos para ser concluída. Foi concebido pela primeira vez por Mukerji em 2011, com elementos centrais inspirados na história indiana e histórias que ele ouviu em sua infância. Seu desenvolvimento foi revelado pela primeira vez em julho de 2014 com lançamento previsto para 2016, mas seu anúncio oficial por Johar só chegaria em outubro de 2017; inicialmente chamado de Dragon, o anúncio também revelou que o filme seria intitulado Brahmāstra e teria duas sequências. A fotografia principal durou cinco anos, de fevereiro de 2018 a março de 2022, com locais de filmagem incluindo Bulgária, Londres, Nova York, Edimburgo, Tailândia, Manali, Mumbai e Varanasi. A produção e o lançamento do filme foram adiados várias vezes, primeiro devido a atrasos na produção e restrições monetárias e, posteriormente, devido à pandemia de COVID-19. A trilha sonora do filme é composta por Simon Franglen, enquanto a trilha sonora é composta por Pritam e escrita por Amitabh Bhattacharya.
Brahmāstra: Part One – Shiva foi lançado nos cinemas em 9 de setembro de 2022 em formatos padrão, 3D, IMAX 3D e 4DX 3D pela Star Studios na Índia, 20th Century Studios na América do Norte e pela Walt Disney Studios Motion Pictures em todo o mundo. É a primeira produção lançada sob o nome Star Studios após a aquisição da 21st Century Fox pela Disney. O filme recebeu críticas mistas com elogios por suas performances, efeitos visuais, música, trilha sonora e sequências de ação, enquanto as críticas foram direcionadas principalmente à história, escrita e diálogo. O filme arrecadou mais de ₹431 crore (US$ 269,27 milhões) em todo o mundo, tornando-se o filme hindi de maior bilheteria de 2022, o quinto filme indiano de maior bilheteria de 2022 e o 20º filme indiano de maior bilheteria de todos os tempos. Duas sequências estão sendo desenvolvidas simultaneamente e um spin-off também está sendo considerado.

## Enredo
Na Índia antiga, um grupo de sábios nos Himalaias colidem com a energia Brahm-shakti, que produz muitas armas celestiais de grande poder chamadas astras. O mais forte entre eles, o Brahmāstra, tem a capacidade de destruir o mundo. Os sábios usam seus respectivos astras para domar o instável Brahmāstra e se tornar o Brahmānsh, uma sociedade secreta para proteger o mundo dos poderes dos astras.
Na atual Mumbai, Shiva, um disc jockey (interpretado por Ranbir Kapoor), se apaixona à primeira vista por Isha Chatterjee (interpretada por Alia Bhatt), uma moradora de Londres que está visitando a Índia para o festival Durga Puja no pandal de seu avô. Logo, Isha retribui e expressa seus sentimentos por Shiva. Shiva diz a ela que ele é um órfão que nunca conheceu seu pai e que sua mãe morreu em um incêndio quando ele era bebê. Enquanto isso, em Deli, o cientista e membro do Brahmānsh Mohan Bhargav (interpretado por Shahrukh Khan) é atacado por Zor e Raftar por causa de um pedaço de Brahmāstra que ele protege. Mohan luta usando o Vānarāstra, mas é finalmente subjugado por Junoon, que trabalha para o misterioso Dev. Sob a posse de Junoon, Mohan revela que a segunda peça de Brahmāstra é protegida por um artista e arqueólogo chamado Anish Shetty em Kashi. Antes que ele possa revelar a localização atual e o guru do Brahmānsh (Āshram), Mohan se joga de uma varanda.
Shiva tem uma visão do encontro de Mohan com Junoon. Ele e Isha vão para Kashi para avisar Anish, mas são interrompidos por Raftar, que agora empunha o Vānarāstra de Mohan. Anish o derrota usando o Nandi Astra antes de escapar com Shiva e Isha. Enquanto vão para Himachal Pradexe, onde fica o Āshram, eles são perseguidos por Junoon e Zor em um caminhão. Anish dá a segunda peça do Brahmāstra para Shiva e fica para lutar contra Junoon e Zor, apenas para ser morto. Shiva e Isha são perseguidos por Raftar até o Āshram, onde Shiva o mata usando o Agnyāstra depois que ele tentou matar Isha. No Āshram, eles aprendem sobre outros astras e Shiva é forçado a se juntar a Brahmānsh pelo guru Raghu para obter informações sobre seus pais. Ele conhece outros novos recrutas Rani, Raveena, Sher e Tenzing, todos treinados por Raghu sobre como usar seus respectivos astras e Shiva também ganha controle sobre o fogo. Conforme Junoon se aproxima deles, Raghu revela que Shiva é filho dos ex-membros do Brahmānsh, Dev e Amrita. Dev, na verdade, acordou o Brahmāstra porque ele era a única pessoa capaz de controlar vários astras ao mesmo tempo.
Amrita (grávida do filho de Dev), que empunhava o Jalāstra, o derrotou em uma batalha em uma ilha remota e os dois aparentemente morreram na batalha. O barco de Amrita foi encontrado nas ruínas da batalha, trazido de volta da ilha, com dois pedaços quebrados do Brahmāstra. As peças do Brahmāstra foram dadas a Mohan e Anish. Acreditava-se que a terceira peça estava faltando, com Raghu e Shiva concluindo que ambos sobreviveram à batalha. A terceira parte do Brahmāstra está no Mayāstra de Amrita disfarçado em uma concha, que Raghu libera deixando cair o sangue de Shiva na concha. Junoon e seu exército chegam ao Āshram atrás do Brahmāstra e mantêm todos como reféns. Shiva derrota Junoon enquanto também mata Zor, que empunhava Nandi Astra, e liberta todos. Mas Junoon consegue tirar a terceira peça de Isha. Ela aparentemente se sacrifica para ativar o Brahmāstra. A destruição começa e Isha está em perigo, mas Shiva ganha controle sobre o Brahmāstra com força recém-descoberta decorrente de sua proteção de Isha e se reúne com ela.
Antes dos créditos, devido a Junoon ter ativado o Brahmāstra, Dev, que estava preso como uma estátua em uma ilha desconhecida, é libertado.

## Elenco
- Ranbir Kapoor como Shiva, um órfão e membro recém-recrutado do Brahmānsh, que possui o poder do Agnyastra, (o astra do fogo) dentro de si
  - Nivaan Gupta como bebê Shiva
- Alia Bhatt como Isha Chatterjee, uma imigrante indiana de Londres que é o interesse amoroso de Shiva
- Nagarjuna Akkineni como Anish Shetty, um artista e arqueólogo que é membro do Brahmānsh e empunhava o Nandi Astra
- Mouni Roy como Junoon, que pretende reviver o Brahmāstra e libertar Dev
- Amitabh Bachchan como Raghu, o atual líder do Brahmānsh, Guru dos membros recrutados e empunha o Prabhāstra
- Saurav Gurjar como Zor, um capanga de Junoon[13]
- Gurfateh Pirzada como Sher, um novo recruta de Brahmānsh que empunha o Nāg Dhanush[14]
- Lehar Khan como Raveena, uma nova recruta do Brahmānsh que empunha o Gajāstra
- Aditi Joshi como Rani, uma nova recruta de Brahmānsh que possui o Āyu Madrikā
- Markand Soni como Santha, um novo recruta de Brahmānsh
- Stanzin Delek como Tensing, um novo recruta do Brahmānsh que empunhava o Pawanāstra
- Rouhallah Gazi como Raftaar, um capanga de Junoon
- Chaitanya Sharma como Tiger, amigo de Shiva
- Saqib Ayub como Ali, amigo de Shiva
- Rashi Mal como Shaina, prima de Isha[15][16][17]
- Rohan Rustomji como Sunny, prima de Isha
- Farida Dadi como Aunty, senhoria de Shiva
- Riyaaz Makaney como Dadaji, avô de Isha
- Shah Rukh Khan como Mohan Bhargav, um cientista e membro do Brahmānsh que empunhava Vanarāstra.[18] O nome do personagem é uma referência ao personagem de Khan em Swades (2004).[19] (aparição)
- Dimple Kapadia como Savitri Devi, um membro do Brahmānsh
- Deepika Padukone como Amrita, mãe de Shiva e ex-membro do Brahmānsh que empunhava Jalāstra (aparição sem créditos)[20]

## Lançamento

### Teatral
Brahmāstra: Part One – Shiva foi lançado em 9 de setembro de 2022, nos formatos padrão, 3D, IMAX 3D e 4DX 3D. O filme foi lançado pela Star Studios na Índia nos idiomas hindi, tâmil, telugo, malaiala e kannada, com o diretor de cinema telugo S. S. Rajamouli apresentando as versões dubladas nas últimas quatro línguas do sul da Índia. É o primeiro filme lançado sob o nome Star Studios após a aquisição da 21st Century Fox pela Disney e rebranding da Fox Star Studios. O filme também foi lançado na América do Norte pela 20th Century Studios e mundialmente no mesmo dia pela Walt Disney Studios Motion Pictures. Foi exibido em 5.000 telas na Índia e 3.000 no exterior, para um total mundial de 8.000 telas, a maior para um filme indiano. O filme havia planejado prévias pagas nos Estados Unidos em 8 de setembro de 2022, um dia antes de seu lançamento.
O filme foi originalmente planejado para ser lançado em 23 de dezembro de 2016, mas foi adiado por vários anos devido a atrasos na produção e restrições monetárias e, posteriormente, devido à pandemia de COVID-19. Em outubro de 2017, o filme foi anunciado para lançamento em 15 de agosto de 2019; Brahmāstra foi adiado para o Natal de 2019 e depois para o verão de 2020 devido ao trabalho pendente nos efeitos visuais e na música do filme. Em fevereiro de 2020, sua data de lançamento foi anunciada como 4 de dezembro de 2020. No entanto, devido à pandemia de COVID-19 na Índia, o lançamento foi adiado indefinidamente. Em dezembro de 2021, foi anunciada a data de lançamento final de 9 de setembro de 2022.
Em 2 de setembro de 2022, a Suprema Corte de Delhi, sob uma ordem provisória, impediu dezoito sites de pirataria de transmitir ilegalmente o filme na Internet, após uma ação movida pela Star India.
Antes de seu lançamento, houve pedidos de boicote ao filme por nacionalistas hindus de direita que se opunham a todos os filmes de Bollywood, alegando que sentimentos anti-hindus prevaleciam na indústria. Uma antiga entrevista de Kapoor, na qual ele mencionou que gosta de comer carne, ganhou força nas plataformas de mídia social; as vacas são veneradas no hinduísmo. Consequentemente, Kapoor e Bhatt foram impedidos de entrar no Mahakaleshwar Jyotirlinga em Ujjain por membros do Bajrang Dal, uma organização militante nacionalista hindu.

### Mídia doméstica
Em 17 de setembro de 2022, Rebecca Campbell, presidente de conteúdo e operações internacionais da Disney, confirmou ao falar com o The Economic Times sobre o sucesso do Disney+ Hotstar que o filme seria transmitido no Hulu nos EUA, Star+ na América Latina e Disney+ internacionalmente. O filme estreou digitalmente no Hulu nos Estados Unidos, no Star+ na América LAtina e no Disney+ Hotstar na Índia e na Ásia em geral em 4 de novembro de 2022. Uma dublagem em diversos idiomas do filme também foi lançada no mesmo dia. O filme, junto com a dublagem em inglês, foi lançado no Disney+ em 7 de dezembro de 2022.

## Futuro

### Sequências
Brahmāstra: Part One – Shiva destina-se a servir como a primeira parcela de uma trilogia planejada, que é planejada para fazer parte de um universo cinematográfico estendido intitulado Astraverso. Os meios de comunicação notaram o título da sequência do filme que é revelado após seu final, Brahmāstra: Part Two – Dev, servindo como a segunda parcela da trilogia. Atualmente, está programado para ser lançado em 2025. O trabalho de pré-produção da segunda parte começou durante a pandemia de COVID-19. Ambas as sequências serão filmadas simultaneamente.

### Série de televisão
Mukerji revelou que a Disney o enviou a Los Angeles como participante de uma cúpula internacional de estúdio em maio de 2022, onde apresentou Brahmāstra e discutiu planos sobre o potencial universo cinematográfico do filme com o produtor americano Kevin Feige. Mukerji revelou ainda sua visão de desenvolver uma série de televisão via streaming no Astraverso, bem como projetos teatrais, em uma veia semelhante ao Universo Cinematográfico da Marvel. Ele também chamou o Astraverso de "experimento mainstream em grande escala", dizendo que deseja expandi-lo para jogos, merchandising, realidade virtual e o Metaverso, no futuro.

### Spin-off
Mukerji revelou que um filme derivado baseado no personagem de Shah Rukh Khan, Mohan Bhargav, estava sendo considerado, o que serviria como uma história de origem sobre como ele empunhava Vanarastra.